# Nyugati-övcsatorna
A Nyugati-övcsatorna a Balatontól délre, a Somogy vármegyei Táska településen ered. A 12 km hosszú csatorna a Balatonba folyik. A forrásától 3 km-re fekszik Pálmajor. A torkolatnál üzemel a balatonmáriafürdői hajóállomás.

## Mellékvízei
- Nyugati-főcsatorna
- Kéthelyi-patak
- Boronkai-patak
- Sári-belvízcsatorna
- Koroknai-vízfolyás
- Határ-belvízcsatorna